# Arbitraj internațional
Arbitrajul internațional este un tip de precedură de arbitraj care pune în discuție interese ale comerțului internațional. Un arbitraj care se desfășoară în România este socotit internațional dacă s-a născut dintr-un raport de drept privat cu element de extraneitate.
In Republica Moldova arbitrajul se consideră internațional dacă:
- părțile unei convenții de arbitraj își au, la momentul încheierii acesteia, locul de afaceri în diferite state, sau
- în afara teritoriului statului în care părțile își au locul de afaceri este situat locul arbitrajului prevăzut în convenția de arbitraj sau determinat în conformitate cu ea sau locul în care urmează să fie executată o parte substanțială a obligațiilor din raporturile comerciale sau locul cu care obiectul litigiului are legătura cea mai strînsă, sau
- părțile au convenit în mod expres ca obiectul convenției de arbitraj să aibă legătură cu cel puțin 2 state.

Convenția European de Arbitraj Comercial Internațional de la Geneva din 1961 definește caracterul internațional al situației litigioase printr-un dublu criteriu: unul obiectiv (fondul litigiului să privească diferende născute sau care se vor naște din operații de comerț internațional) și unul subiectiv (convenția arbitrală să se fi încheiat între persoane fizice sau juridice având, în momentul încheierii acesteia, reședința lor obișnuită sau sediul în state contractante diferite).

## Instituții de arbitraj internațional
Cele mai cunoscute instituții de arbitraj internațional sunt:
- Camera de Comerț Internațional
- Centrul Internațional pentru Reglementarea Diferendelor relative la Investiții

## Avocați și arbitri internaționali
Cei mai de renume avocați și arbitri internaționali sunt Emmanuel Gaillard (Franța), Bernard Hanotiau (Belgia), William Kirtley (Elveția), Crenguta Leaua (România), etc. 